# 中國戰法
中国战法（英语：The Tactics）是凤凰卫视的一档节目，由前《时事开讲》主讲人杜平主持，并邀请军事高级将领、高端智囊和各路军情豪杰，讨论与中国密切相关的军事事件、国际形势，分析他人未见之战况，点评他人未言之战法，批解中国如何在纷繁复杂之中步步为营，推开强国、强军的顶层设计。此节目相当于军事版的《锵锵三人行》。于2015年1月2日在凤凰卫视中文台、美洲台、欧洲台、澳洲版播出。
此节目為鳳凰觀天下時段的節目之一，最初於周五首播，周六重播；2016年起改為周二首播，周三重播。

## 播出时间[2]
- 凤凰卫视中文台：香港时间周二19：20-19：50首播，周三6：20-6：55、11：30-12：00重播。
- 凤凰卫视欧洲台：格林威治时间周五16：05-16：40首播，周六11：25-12：00重播、周一8:00-8:30重播。
- 凤凰卫视美洲台：美国西岸时间周五18：10-18：45首播，周六3：30-4：05、13:35-14:05、周日22:00-22:30重播。
- 凤凰卫视澳洲版：悉尼时间周六3：05-3：40首播，22：25-23：00、周一19:00-19:30重播。

## 每期讨论内容
- 2015年1月2日：朝鲜战争
- 2015年1月9日：回顾中国抗法援越战略对东南亚格局的影响
- 2015年1月16日：南越侵犯中国南海主权
- 2015年1月23日：金门战役
- 2015年1月30日：援越抗美
- 2015年2月6日：江阴扼守长江
- 2015年2月13日：南京保卫战